# Oxyopes luteoaculeatus
Oxyopes luteoaculeatus là một loài nhện trong họ Oxyopidae.
Loài này thuộc chi Oxyopes. Oxyopes luteoaculeatus được Embrik Strand miêu tả năm 1906.